# الکساندر موتوزنکو
الکساندر موتوزنکو (روسی: Александр Алексеевич Мотузенко؛ زادهٔ july ۱۱, ۱۹۶۷ (۵۷ سال)) ورزشکار اهل اتحاد جماهیر شوروی سوسیالیستی است.
وی در مسابقات کشوری و بین‌المللی در مجموع برندهٔ ۳ مدال طلا، ۳ مدال نقره، ۱ مدال برنز شده‌است.